# Semiothisa connotata
Semiothisa connotata là một loài bướm đêm trong họ Geometridae.